# Pristava, Cirkulane
Pristava je naselje v Občini Cirkulane.

## Opis
Pristava je razloženo naselje na pobočjih levega brega potoka Belane. Na pobočjih je med najmanjšimi kmetijami in počitniškimi hišicami nekaj vinogradov, v dolini prevladujejo travniki.